# Сквош на Южнотихоокеанских мини-играх 2001
Соревнования по сквошу на VI Южнотихоокеанских мини-играх 2001 года прошли в посёлке Кингстон на Острове Норфолк.
Их участники разыграли четыре комплекта медалей — среди мужчин и женщин в личных и командных соревнованиях.
В соревнованиях выступали спортсмены 6 стран и территорий: Новой Каледонии, Острова Норфолк, Островов Кука, Папуа — Новой Гвинеи, Самоа, Фиджи.
Все золотые медали выиграли сквошисты Папуа — Новой Гвинеи, все серебряные награды достались представителям Новой Каледонии. По два золота на счету Дерека Хантера и Налуге Гай.

## Медальный зачёт
| Место | Страна               | Золото | Серебро | Бронза | Всего |
| ----- | -------------------- | ------ | ------- | ------ | ----- |
| 1     | Папуа — Новая Гвинея | 4      | 0       | 1      | 5     |
| 2     | Новая Каледония      | 0      | 4       | 1      | 5     |
| 3     | Самоа                | 0      | 0       | 2      | 2     |

## Медалисты
| Дисциплина               | Золото                                                                                            | Серебро                                                                           | Бронза                                                                  |
| ------------------------ | ------------------------------------------------------------------------------------------------- | --------------------------------------------------------------------------------- | ----------------------------------------------------------------------- |
| Мужчины Одиночный разряд | Дерек Хантер Папуа — Новая Гвинея                                                                 | Эрик де ла Вёв Новая Каледония                                                    | Дэмиен Там Папуа — Новая Гвинея                                         |
| Женщины Одиночный разряд | Налуге Гай Папуа — Новая Гвинея                                                                   | Кристин Жан Новая Каледония                                                       | Джина Дуонг Новая Каледония                                             |
| Мужчины Команды          | Папуа — Новая Гвинея · Дерек Хантер · Дэмиен Там · Скотт Эванс · Джо Йоминао · Пол Спиди          | Новая Каледония · Эрик де ла Вёв · Лоре Гёпи · Роберт Стирруп · Грегори Корильяно | Самоа · Алан Швальгер · Апа Фатиалофа · Пеленато Теофило · Ниа Тупуивао |
| Женщины Команды          | Папуа — Новая Гвинея · Налуге Гай · Имондж Бруксбэнк · Барбара Стаббингз · Тина Янсом · Авиа Райт | Новая Каледония · Кристин Жан · Джина Дуонг · Кристель Наль · Изабель Гужон       | Самоа · Криаринна Масоэ · Агнес Декок · Иокапета Сиалава · Элисон Сефо  |